# Gossypium mustelinum
Gossypium mustelinum är en malvaväxtart som beskrevs av John Miers och David Allan Poe Watt. Gossypium mustelinum ingår i släktet bomull, och familjen malvaväxter. Inga underarter finns listade i Catalogue of Life.